# Concòrdia de Salamanca
La Concòrdia de Salamanca del 24 de novembre de 1505 fou un acord mitjançant el qual, a la mort d'Isabel la Catòlica el 26 de novembre de 1504, s'establí el govern conjunt de Felip el Bell, Ferran el Catòlic i Joana de Castella.
Les males relacions entre Felip, a qui donava suport la noblesa castellana, i Ferran van fer que aquest darrer renunciés al poder a la Corona de Castella el 1506 per la Concòrdia de Villafáfila per evitar un enfrontament armat, i se centrà en els seus assumptes a la Corona d'Aragó.